# AIMP
AIMP je multimediální přehrávač zaměřený zejména na přehrávání audia vytvořený ruskými vývojáři. Program je distribuován jako freeware a kompletně lokalizován do češtiny. Pro přehrávač je vytvořeno velké množství skinů.

## Vlastnosti
Mezi hlavní vlastnosti patří:
- 18pásmový ekvalizér
- Audioefekty reverb, flanger, chorus, pitch, tempo, echo, speed
- 32bitový audio processing
- Vyhledávání v hudební knihovně
- Hudební knihovna
- Maximální funkčnost při zachování minimálních systémových nároků
- Flexibilní a individuální nastavení přehrávače
- Podpora pluginů
- Podpora skinů
- Vyhledávání a spouštění internetových rádií
- Tag editor

## Podporované formáty
Aimp podporuje tyto audioformáty:
MP1, MP2, MP3, MPC, MP+, AAC, AC3, OGG, FLAC, APE, WavPack, Speex, WAV, CDA, WMA, S3M, XM, MOD, IT, MO3, MTM, UMX

## Podporované systémy
- Windows 2000
- Windows XP
- Windows 2003
- Windows Vista
- Windows 7
- Windows 8 (8.1)
- Windows 10
- Android